# Tycho Brahe
 Der er flere personer med dette navn, se Thyge Brahe.
Thyge Ottesen Brahe, oftest kaldet Tycho Brahe (født 14. december 1546 på Knudstrup borg i Skåne, død 24. oktober 1601 i Prag i det Tysk-romerske rige) var en dansk astronom og adelsmand, som betragtes som grundlæggeren af den moderne observerende astronomi. Fornavnet "Tycho" er en latinisering af det danske Thyge. Han blev født i Skåne på Knudstrup (Knutstorp) uden for Landskrone og døde i Prag i Bøhmen, hvor han er begravet i Teyn-kirken. Krateret Tycho på Månen og krateret Tycho Brahe på Mars er opkaldt efter ham.
Tycho Brahes mest betydningsfulde indsats var, at han indså, at fremskridt i astronomien forudsatte systematiske observationer nat efter nat, og at det krævede instrumenter med den størst mulige nøjagtighed. Med dette for øje opførte han observatorierne Uranienborg og Stjerneborg på øen Hven i Øresund og havde som assistent sin søster Sophie Brahe.

## Universitetet
19. april 1559 begyndte Tycho Brahe sine studier på Københavns Universitet kun 12 år gammel, hvilket ikke var usædvanligt på den tid. Han begyndte på jurastudiet, men blev interesseret i astronomi. En partiel solformørkelse den 21. august 1560 gjorde et stort indtryk på ham, især fordi den var blevet forudsagt. Han begyndte derfor egne studier af astronomi hjulpet af nogle af sine professorer. I september 1574 og til næste forår var Tycho tilbage på Københavns Universitet, hvor han forelæste i astronomi.

### Tychos næse
I 1566 rejste Brahe til Rostock for at studere på Universität Rostock. Her studerede han med professorer i medicin på universitetets berømte lægestudie, og han blev interesseret i alkymi og botanisk medicin. Den 29. december 1566 mistede Brahe en del af sin næse under en duel med sværd mod den danske adelsmand Manderup Parsberg, som han også var i familie med langt ude. De havde været fulde under professor Lucas Bachmeisters forlovelsesfest den 10. december, og de var kommet op at skændes om, hvem der var den bedste matematiker. De fik afgjort deres fejde med en duel i mørke den 29. december. Selvom de fik sluttet fred og senere blev gode venner resulterede duellen i at Brahe mistede en del af næsen og måtte gå med en protese resten af sit liv. Den blev holdt på plads med klister eller lim, og det siges at den var fremstillet af sølv eller guld. I november 2012 rapporterede danske og tjekkiske forskere, at hans protesen i virkeligheden var fremstillet af messing efter at have lavet kemisk analyse på en lille knogleprøve fra hans næse, som de havde taget i 2010, da hans grav blev åbnet.

## Stella Nova
At Tycho Brahe valgte astronomien som livsopgave, skyldtes et ejendommeligt tilfælde: En aften i november 1572 iagttog han på Herrevad i Skåne en tilsyneladende ny, stærkt lysende stjerne i stjernebilledet Cassiopeia. Da det siden oldtiden var alment accepteret, at stjerneverdenen var uforanderlig, søgte andre at bortforklare fænomenet ved at påstå, at dette himmellegeme måtte befinde sig i Jordens atmosfære. Ved nøjagtige målinger kunne han imidlertid afvise det, hvilket han publicerede i 1573 i bogen De nova stella. Det er herfra betegnelsen en nova stammer om en pludselig opflammende stjerne.
I dag ved vi, at han observerede en supernova. Supernovaer formodes at dannes, når en stjerne af typen hvid dværg gennemgår en kæmpemæssig termonuklear eksplosion; materiale fra stjernen slynges ud med hastigheder på op til 30.000 km/s, en tiendedel af lysets hastighed. Brahes supernova har senere fået navnet SN 1572; SN står for supernova og 1572 er årstallet da den blev observeret. Resterne fra supernovaen befinder sig 7.500 lysår fra jorden.[kilde mangler] Da selve eksplosionen blev observeret for 400 år siden og stjernen befandt sig 7.500 lysår væk, skete eksplosionen altså reelt for 7.900 år siden. Siden er der dannet en enorm sky af gas og støv efter eksplosionen. Den elektromagnetiske stråling, som aktuelt når os fra SN 1572, viser, at gas- og støvskyen i sine første 400 år nåede en diameter på mere end 20 lysår.[kilde mangler] Men selve beskaffenheden af den oprindelige eksplosion, som skabte denne rest, er ukendt.[kilde mangler]
Observationen af supernovaen fra 1572 blev en milepæl i videnskabshistorien. Brahe fastslog, at kometerne var længere væk end Månen og ikke noget i jordens atmosfære, som alle indtil da mente. Han fastholdt det ptolemæiske verdensbillede, der var udbredt: Ikke alene var Jorden universets midtpunkt, men Jorden var ubevægelig. Himlens (tilsyneladende) daglige omdrejning var en virkelig omdrejning af den "sfære", hvorpå fiksstjernerne var fæstede. Den tanke kunne datiden acceptere, bl.a. fordi den i meget høj grad undervurderede universets dimensioner, og fordi mange som Aristoteles holdt på, at helt andre love rådede på "himlen" end på Jorden.
På grundlag af sine målinger fastslog han, at Solen måtte gå i en bane rundt om Jorden, da han ellers ville kunne måle Stellar-parallakser, at stjernerne tilsyneladende flyttede sig lidt hvert halve år. Ellers måtte de i hvert fald være uhyre langt væk, når han ikke kunne måle det. Han kunne måle, hvad der svarer til et kvart lysår. Vi ved i dag, at den nærmeste stjerne til Jorden (bortset fra solen) er omtrent fire lysår væk.
Efter at det i løbet af 1600-tallet blev klart, at det virkelig var Jorden, der bevægede sig rundt om Solen, kæmpede alverdens videnskabsfolk med at foretage parallaksemålinger, der kunne vise, at denne bevægelse virkelig kunne måles på små årlige bevægelser af (nære) stjerner. Først i 1838 lykkedes det, som ingen kunne drømme om på Tycho Brahes tid takket være udviklingen af en kikkertteknologi samt en stærk tradition for systematiske videnskabelige målinger.

### Uranienborg og Stjerneborg
I august 1576 påbegyndtes den kombinerede bolig og observatorium Uranienborg på Hven. På grund af pladsmangel dér, og fordi vinden bevægede bygningen og dermed måleinstrumenterne, begyndte han at bygge observatoriet Stjerneborg seks år senere. Det lå lige uden for Uranienborgs have. Han havde lært af sine fejl og gravede det nye observatorium ned i jorden, så kun kuplerne stak op.
I dag er der kun rækker af sten, der markerer omkredsen af Uranienborg. Stjerneborg er markeret i beton. I observatoriet, som kan besøges af offentligheden, står kopier af en række måleinstrumenter. På skift bliver måleinstrumenterne fremhævet i en lille simulationssekvens med en svensktalende fiktiv Tycho Brahe som fortæller.
Stjerneborg blev opført med et centralt rum med gange ud til flere små observatorier, hvor assistenterne sad. På hans signal råbte de så deres forskellige resultater til Tycho Brahe, som sørgede for at få dem noteret korrekt ned.

### Astronomi, digtning og bogtrykkeri
Tycho Brahe skrev sine astronomiske værker på latin; han digtede også på dette sprog.
Det var dog ikke kun astronomi og digtning, der optog ham. Sammen med sin morbror Steen Clausen Bille byggede han Danmarks første papirmølle på Herrevad i Skåne og fik sit eget bogtrykkeri her.

### Emigration til Prag
Staten finansierede gavmildt såvel arbejdet som Tycho Brahes adelige levned. Men efter Frederik 2.s død blev Tycho Brahes forhold til den danske stat ændret. Det førte til, at han måtte flytte sine aktiviteter til Bøhmen, hvor han slog sig ned i Prag, hvor han døde og blev begravet. Ifølge et af sine digte forstod han ikke, hvorfor han blev jaget ud af fædrelandet.

## Død
Tycho Brahe døde i 1601, efter han 13. oktober havde været til middag hos en af sine venner, Peter Vok von Rosenberg. Her blev Brahe syg under middagen – måske af en urinvejsinfektion.
En teori gik engang på, at han har behandlet sig selv med et kviksølvholdigt lægemiddel, og at han, da det ikke virkede, døde af enten en prostataforstørrelse eller af kviksølvforgiftning. 
En retsmedicinsk undersøgelse i 1901 af Tycho Brahes skæg fandt en høj koncentration af bly og en meget høj koncentration af kviksølv. Teorien om kviksølvforgiftning blev hurtigt almindelig.
To engelske journalister har i deres bog Heavenly Intrigue fremført en teori om, at Johannes Kepler forgiftede Tycho Brahe med sublimat – et kviksølvholdigt stof. Teorien blev modbevist, da man i 2010 åbnede graven i Prag for at undersøge Brahes dødsårsag. Den 15. november 2012 kom resultatet: "Tycho Brahe [blev] ikke forgivet med kviksølv og [var] heller ikke medicineret så meget, at han døde af det". 
En udbredt myte siger, at Brahes blære skulle være sprængt efter middagen hos Rosenberg: Myten siger, at han under middagen havde brug for at lade vandet, men at han af høflighed ikke ville forlade bordet. Dette er dog en myte, da en blære ifølge læger ikke kan sprænges af den grund.
Brahe efterlod sig et meget omfattende og præcist observationsmateriale, og selv om opfindelsen af kikkerten i begyndelsen af 1600-tallet gav mulighed for langt mere forfinede målinger end Brahes, var Brahes materiale i særklasse. Observationsjournalerne blev skaffet til Danmark af Frederik 3., og her kom bl.a. Rasmus Bartholin og Ole Rømer til at forberede det store materiale til trykning og udgivelse. Det viste at være et stort og dyrt arbejde, der ikke umiddelbart kunne skaffes midler til at færdiggøre. Materialet havnede i Paris og kom senere tilbage til København, og først i 1913-29 blev det udgivet i 15 bind af astronomen Johan Ludvig Emil Dreyer.
Tycho Brahe blev i en afstemning i 1999 af P4 Radio Malmös lyttere udråbt til "årtusindets skåning".

## Tycho Brahes navn lever
I astronomien bruges Tycho Brahes navn flere gange:
- Tychos Supernova, Tycho's Nova, Tycho's supernova remnant, SN 1572
- Tycho, et prominent nedslagskrater på Månen
- Tycho Brahe, et nedslagskrater på Mars
- Brahe, en exoplanet
- 1677 Tycho Brahe, en asteroide
- Tycho-2 kataloget, et astronomisk reference-katalog
- Tycho Brahe Planetarium

## Tycho Brahes Dag
Tycho Brahe var også astrolog og lagde den nyfødte Christian 4.'s horoskop.
Ifølge observator ved Rundetårn, Erling Poulsen, har ideen om at visse dage er uheldige intet med Tycho Brahe at gøre. Salmonsens Konversationsleksikon oplyser: "Det er dog sikkert ganske med Urette, at disse Dage er satte i Forbindelse med Tycho Brahe's Navn. Brahe nærede, i det mindste paa sine ældre Dage, stor Mistillid til Astrologien og i Flemløse's paa Uranienborg trykte Astrologi, der nærmest er en praktisk Meterorologi, omtales de uheldige Dage ikke med et Ord." Ideen om at bestemte dage skulle være særlig uheldige har ingen videnskabelig basis, hverken astronomisk og astrologisk set. Ideen kan føres tilbage til Den Romerske Republiks dage, hvorfra de første lister over uheldige dage kendes ("dies atri", grufulde dage eller "dies nefasti" uheldsvangre dage), det kan hænge sammen med at uheld blev knyttet sammen med bestemte faser af Månen, og da man på den tid brugte en månekalender ville Månens forskellige faser falde på den samme dag i måneden. Senere slog ideen rod i Ægypten og fra gammel tid er uheldige dage blevet kaldt "ægyptiske dage" i Danmark.
De angiveligt uheldige dage skulle være:
| - Januar: 1., 2., 4., 6., 11., 12. og 20. - Februar: 11., 17. og 18. - Marts: 1.,4., 14. og 15. - April: 10., 17. og 18. - Maj: 7. og 18. - Juni: 6. | - Juli: 17. og 21. - August: 20. og 21. - September: 10. og 18. - Oktober: 6. - November: 6. og 18. - December: 6., 11. og 18. |

Leonora Christine mærkede sig, at 1. nytårsdag var en ulykkesdag, og skrev i Jammersminde fra sit næstsidste nytår indespærret i Blåtårn:
Velkommen, Nyt-Aars-Dag, hvorvel dig Brahe regner

at være første Tal af de, han onde tegner,

og mener, hvad som helst begyndes først paa dig,

ej kan god Fremgang faa og være lykkelig.

O Brahe, jeg tror vist, naar en Ting vel begyndes

idag som anden Tid, og dermed ikke syndes,

at det gaar lykkelig og falder ud til Gavn,

helst naar begyndes paa i søde Jesu Navn.

"Saa endtes denne Tychobrahes-dag," lader Frederik Paludan-Müller Adam Homo udbryde.